# Johann Baptist Schey
Johann Baptist Schey (* 31. März 1803 in Riedöschingen; † 18. November 1861 in Freiburg im Breisgau) war ein badischer Jurist, Verwaltungsbeamter und Abgeordneter.

## Leben
Schey studierte Rechtswissenschaften an der Universität Freiburg. Während seines Studiums wurde er 1824 Mitglied des burschenschaftlichen Academisch-Gesetzlichen Vereins („Neutralia“). Er legte 1827 die erste juristische Staatsprüfung ab. Schey wurde zum Dr. iur. promoviert.
1836 wurde er Amtsassessor bei Bezirksamt Säckingen, wo er 1840 zum Amtmann befördert wurde. 1843 wurde er Amtsvorstand beim Bezirksamt Bonndorf und zwei Jahre später Oberamtmann in Bonndorf. 1847 erfolgte die Versetzung als Amtsvorstand nach Säckingen, wo er im April 1848 aufgrund von Drohungen der Freischaren und Bitten des Gemeinderates den verhafteten Revolutionär Gustav Struve wieder freiließ, statt ihn den württembergischen Bundestruppen auszuliefern. Er wurde aus diesem Grund 1848 kurzzeitig vom Dienst suspendiert. Im Folgejahr wurde er gleichwohl Amtsvorstand in Engen.
Von 1848 bis 1851 war er Abgeordneter der Zweiten Kammer der Badischen Ständeversammlung (Wahlbezirk der Ämter Säckingen, Laufenburg und Schonau).
1852 wurde er bei der Regierung des badischen Seekreises in Konstanz bis zu seiner Pensionierung 1861 tätig.

### Gefangennahme und Freilassung des Gustav Struve
In der Nacht nach dem Gefecht auf der Scheideck (20. April 1848) wollte Gustav Struve mit zwei Begleitern über die Holzbrücke in Säckingen ins aargauische Stein, um dort in Sicherheit zu übernachten. Struve hatte zunächst beabsichtigt mit einem Nachen über den Rhein zu setzen, hatte sich aber von seinem Umfeld überzeugen lassen, dass die Überquerung der Säckinger Rheinbrücke gefahrlos möglich sei. Er und seine Begleiter Dr. Knöpfle aus Überlingen und Ökonom Tiedemann aus Salem wurden jedoch auf der Brücke von badischen Gendarmen und Zollwächtern gegen 1 Uhr nachts angehalten und verhaftet. Theodor Mögling – ein führender Teilnehmer des Heckerzugs – erhielt am 21. April gegen 10 Uhr in Rheinfelden die unbestimmte Nachricht von Struves Verhaftung und begab sich nach Mumpf um die Lage zu klären. Von hier aus sandte er einen Schweizer mit einer Nachricht an den Säckinger Bürgermeister Ritter von der Mögling selbst zwei Versionen überlieferte:
Version Tagebuch: „Herr Bürgermeister! Eine Truppe des republikanischen Heeres steht bei Wallbach und in deren Namen fragen wir bei Ihnen an, ob Sie Struve und Andere in Haft haben oder nicht. Ist Ersteres der Fall, so verlangen wir deren sofortige Freilassung oder werden heute Abend noch in Seckingen einfallen, um die Befreiung der Gefangenen mit Gewalt zu bewirken, wobei weder Eigenthum noch Leben geschont werden wird. Walbach den 21. April 1848    Theodor Mögling, Offizier    J. Scheibel, Offizier.“
Version späterer Bericht: „Herr Bürgermeister! So eben kommen wir mit einem Corps der republikanischen Armee in Wallbach an, und erfahren, dass Struve und Andere in Säckingen verhaftet seien: Wir fragen nun an, ob es wahr ist oder nicht? Ist es wahr, so verlangen wir deren alsbaldige Auslieferung, wo nicht, so werden wir heute Nacht noch vor Säckingen kommen um unsere Freunde mit Gewalt zu befreien, wobei wir natürlich weder für Sicherheit der Personen, noch des Eigenthums garantiren können. Wallbach, den 21. April 1848, Theodor Mögling, Offizier der republikanischen Armee.  G. Scheibel, Offizier.“
Ritter begab sich mit dieser Drohung zum Oberamtmann des badischen Bezirksamtes Säckingen, Johann Baptist Schey. Beide ließen sich von den blumigen Schilderungen des schweizerischen Boten, der von einer 6000 Mann starken republikanischen Armee fabulierte, noch weiter einschüchtern. Ein 50 Mann starker Trupp des 1. württembergischen Reiterregiments unter Rittmeister von Stockmayer der die Gefangenen zum württembergischen Hauptquartier bringen sollte, ließ sich von den beiden zum Rückzug bewegen und Schey entschied am Abend des 21. April die Freilassung von Struve und seinen Gefährten.
Schey wurde wegen der Freilassung vom Dienst suspendiert, wobei die Suspendierung bereits am 3. September wieder aufgehoben wurde. Außerdem verschaffte ihm seine Entscheidung eine gewisse Bekanntheit durch die Nennung seines Namens in der 7. Strophe des bekannten Spottlieds „Guckkasten-Lied vom großen Hecker“.
„Und als Gagern war gefallen,	

Fing man leider auf dem Rhein,	

Zur Bekümmerniß uns Allen,	

Unsern edeln Struwel ein;	

Man that ihn in Eisen legen,	

Aber von des Heckers wegen	

Ließ der Oberamtmann Schey 

Den Gefang'nen wieder frei.“